# قواص بالسلاح الضوئي

لعبة صائد البط أو داك هانت ، هي أشهر لعبة تصويب على الشاشة الفضية في تاريخ ألعاب تصويب المسدس الخفيف

القوَّاص بالسلاح الضوئيّ أو المُصَوِّب بالسلاح الضوئيّ أو مُطلِق النار بالسلاح الضوئيّ (بالإنجليزية: Light gun shooter)‏ ، هو لعبة تصويب، ولكن بخلاف تصويب المنظور الأول لا يمكن للاعب التجول بنفسه بل الهدف هو تحريك المؤشر أو توجيه المسدس نحو العدو وقتله لكي يتقدم اللاعب في اللعبة. يفضل في هذا النوع من الألعاب استخدام المسدس الخفيف عوضاً عن أداة التحكم حيث يكون توجيه المسدس نحو شاشة التلفزيون أسهل. من أشهر وأقدم ألعاب هذا النوع صائد البط (بالإنجليزية: Duck Hunt)‏.